# Pectinia alcicornis
Pectinia alcicornis is een rifkoralensoort uit de familie van de Pectiniidae. De wetenschappelijke naam van de soort is voor het eerst geldig gepubliceerd in 1871 door Saville-Kent.